# Athanase-Jean-Baptiste Bricogne
Ne doit pas être confondu avec Athanase-Jean Bricogne.
Pour les articles homonymes, voir Famille Bricogne et Bricogne.
Athanase-Jean-Baptiste Bricogne, né à Paris le 4 novembre 1779, mort à Paris le 3 janvier 1836, est un haut fonctionnaire et financier français.
Premier commis du Trésor puis receveur général des finances, il se fait connaître surtout pour ses ouvrages critiques et ses pamphlets à propos de la politique budgétaire sous la Restauration. 
Il est aussi l'un des fondateurs du premier chemin de fer d'Europe continentale, le chemin de fer de Saint-Étienne à la Loire.

## Biographie

Blason de la famille Bricogne.

Né à Paris en 1779, Athanase Jean-Baptiste Bricogne est le fils aîné d'Athanase-Jean Bricogne, négociant et marchand mercier, futur maire d'arrondissement, et de Marie-Honorine Delaplace.
Nommé au Trésor public, surnuméraire en octobre 1801 puis employé en avril 1802 sous le ministère de Barbé-Marbois, il est nommé secrétaire particulier du ministre Mollien en février 1806, puis chef de bureau en juin 1806 ; il devient premier commis du Trésor en août 1806 à vingt-sept ans et manœuvre « habilement » lors de l'affaire des dettes d'Ouvrard,. Il est décoré de la Légion d'honneur en 1810, et devient Premier commis de la 2e division du ministère des Finances en mai 1814,.
Maître des Requêtes au Conseil d'État en novembre 1816, il est par ailleurs élu conseiller municipal de Paris et conseiller général de la Seine en 1818,.
De 1814 à 1819, Athanase-Jean-Baptiste Bricogne – ou son frère Ambroise-Jacques Bricogne à qui cette activité de polémiste est parfois attribuée – se fait remarquer par ses écrits polémiques attaquant successivement la politique budgétaire de Gaudin et de Mollien, puis même celle du baron Louis alors qu'il s'en était auparavant déclaré partisan, et prend part à toutes les controverses financières et budgétaires,. 
Son ouvrage de 1819, Situation des finances au vrai, fait « grand bruit » par ses attaques directes. Il est révoqué en 1819, à la fois de ses fonctions de premier commis du Trésor et de maître des requêtes. Il retrouve ses fonctions en 1820 et devient directeur du mouvement général des Fonds, et découvre alors le déficit du caissier général. Il est promu officier de la Légion d'honneur en 1821. Il est ensuite nommé receveur général des finances à Marseille de 1822 à 1830,. Mais il est à son tour découvert en déficit, et il est muté en 1830. Il devient alors receveur général du Bas-Rhin.
Bricogne investit par ailleurs dans différents domaines, notamment les chemins de fer et la banque. Il est l'un des fondateurs, de 1820 à 1824, de la première compagnie de chemin de fer d'Europe continentale, la Compagnie du chemin de fer de Saint-Étienne à la Loire, et en détient 15 % du capital,. Il est aussi un des premiers actionnaires, avec près de 10 % du capital, et administrateur provisoire de la Caisse d'économie et d'accumulation, constituée en juin 1821 et autorisée le 18 juillet 1821.
Il meurt à Paris en 1836.
Il avait épousé Jeanne Jacqueline Louise Puech, fille du négociant Puech.

### Distinctions
- Officier de la Légion d'honneur, 1821[2],[3].

## Œuvres
Avertissement : les œuvres listées ici sont parfois attribuées à Athanase-Jean-Baptiste Bricogne, mais parfois plutôt attribuées à son frère Ambroise-Jacques.
- Opinion et observations sur le budget de 1814, sur le budget de juin 1815 et sur les différents systèmes de finances suivis en France, depuis l'an VIII jusqu'au 8 juillet 1815, par un créancier de l'État, (Publié par Bricogne), Paris, Pélicier, octobre 1815 (3e éd.).
- Observations sommaires sur le projet de loi relatif à la cour des comptes présenté à la Chambre des Pairs, le 19 octobre, (Signé : Bricogne), Paris, Patris, 1815.
- Quelques mots de consolation aux créanciers de l'État, en réponse à une "Opinion préliminaire sur les finances", (Par N. Bricogne.), Paris, Patris, novembre 1815 [lire en ligne].
- Examen impartial du budget proposé à la chambre des députés, le 23 décembre 1815, et projets d'amendements, par l'auteur de l'Opinion et des Observations d'un créancier de l'État (Bricogne), Paris, Patris, janvier 1816 ; rééd. mars 1816.
- Errata de quelques brochures sur les finances, par M. B. M. D. R. (Par Bricogne, maître des requêtes, selon Barbier), Paris, Pélicier, 1818 [lire en ligne].
- Situation des finances au vrai, mise à la portée des contribuables, pour prouver qu'une réduction de cinquante millions sur la contribution foncière, dont cinq millions à la ville de Paris, doit être accordée dès 1819 ; suivie de 36 doutes et questions sur les comptes et les budgets, Paris, Pélicier, avril 1819.
- Réponse à la “Lettre d'un vieux commis du trésor”, et à d'autres commis, vieux et jeunes, sur la “Situation des finances au vrai”, Paris, Pélicier, mai 1819 [lire en ligne].
- Errata du rapport de M. le comte Beugnot, sur les voies et moyens de 1819, pour faire suite à la “Situation des finances au vrai”, Paris, Pélicier, 16 juin 1819.
- La caisse usuraire dite hypothécaire examinée et calculée dans l'intérêt et pour le salut des propriétaires emprunteurs, Paris, 1820.
- Articles polémistes divers dans le Journal des débats, 1821-1823.